# Les Pontets
 Les Pontets  es una comuna y población de Francia, en la región de Franco Condado, departamento de Doubs, en el distrito de Pontarlier y cantón de Mouthe.
Su población en el censo de 1999 era de 84 habitantes.
Está integrada en la Communauté de communes des Hauts du Doubs .

## Demografía
| 93 | 100 | 73 | 69 | 65 | 84 |
| Para los censos de 1962 a 1999 la población legal corresponde a la población sin duplicidades (Fuente: INSEE [Consultar]) |     |    |    |    |    |

- Datos: Q909201
- Multimedia: Les Pontets / Q909201

1. ↑  Worldpostalcodes.org, código postal n.º 25240.
2. ↑  INSEE, Datos de población para el año 2012 de Les Pontets (en francés).